# Glypta alaskensis
Glypta alaskensis là một loài tò vò trong họ Ichneumonidae.